# Capitão Leônidas Marques
Capitão Leônidas Marques är en kommun i Brasilien.   Den ligger i delstaten Paraná, i den södra delen av landet, 1 200 km sydväst om huvudstaden Brasília. Antalet invånare är 14 936.
Omgivningarna runt Capitão Leônidas Marques är en mosaik av jordbruksmark och naturlig växtlighet. Runt Capitão Leônidas Marques är det glesbefolkat, med 18 invånare per kvadratkilometer.